# Marcin Gregor
Marcin Gregor (ur. 14 października 1794 w Rozstrzębowie k. Kcyni, zm. 10 listopada 1863 w Królewcu) – polski duchowny luterański, profesor, pedagog i pisarz religijny.

## Życiorys
Studia filozofii i teologii uwieńczone stopniem naukowym doktora ukończył 1820 na uniwersytecie w Królewcu i od 1821 był proboszczem polskiej parafii ewangelickiej. Na uczelni od 1820 został docentem Wydziału Filozoficznego, 1827 profesorem, od 1840 dyrektorem Seminarium Polskiego. W 1829 założył prywatną szkołę przygotowująca do gimnazjum, był członkiem miejskiej deputacji szkolnej, od 1847 był redaktorem pedagogicznego czasopisma '"Der Volksschulfreund". Wydawał polskie podręczniki (współpracując m.in. z Gustawem Gizewiuszem) i literaturę religijną, niektóre mające po kilka edycji. Przeprowadził remont kościoła św. Mikołaja i wydał drukiem jego dzieje (1841).